# Ali Haydar Yıldız
Ali Haydar Yıldız (1953 - 24 janvier 1973) est un révolutionnaire communiste de Turquie et l'un des fondateurs du Parti communiste de Turquie/marxiste-léniniste (TKP/ML), et de sa branche armée TIKKO, avec son compagnon d'armes İbrahim Kaypakkaya.